# Nelfinavir
Le nelfinavir est un médicament antirétroviral utilisé pour le traitement de l'infection par le VIH. C'est un inhibiteur des protéases (IP). Cette molécule est commercialisée sous le nom de Viracept.

## Alerte sanitaire du 8 juin 2007
L’Agence française de sécurité sanitaire des produits de santé (AFSSAPS) et les laboratoires Roche, qui commercialisent le nelfinavir (Viracept) en Europe, ont demandé à tous les patients prenant ce traitement de contacter leur médecin. La présence d’une substance indésirable, détectée dans plusieurs lots de Viracept, nécessite un changement de traitement le plus vite possible. Ce n'est pas la substance active du médicament qui est en cause (nelfinavir) mais un problème de fabrication de ce médicament. Dans certains pays (États-Unis, Canada, et Japon) où Pfizer est responsable de la production et de la distribution du produit, aucun problème n'a été détecté et aucune alerte sanitaire déclarée.

### Détail du problème de fabrication
Des taux anormalement élevés d'une substance indésirable, le mésylate d'éthyle (CH3SO3CH2CH3), ont été décelés dans plusieurs lots de Viracept. 
L'éthyl mésylate ne devrait pas être trouvé à des taux supérieurs à 1 ppm dans le Viracept. En 2007, certains lots de produits finis ont présenté des taux d'éthyl mésylate allant jusqu'à 920 ppm. 
L'éthyl mésylate est connu comme étant carcinogène chez l'animal[réf. nécessaire]. 
Aucune donnée chez l'homme n'est disponible. 
Selon les laboratoires Roche qui se basent sur des études chez l'animal, l'éthyl mésylate possède une dose-seuil toxique, en deçà de laquelle la toxicité de l'éthyl mésylate ne serait pas observée. Selon Roche toujours, aucun patient n'aurait pu être exposé à des doses s'approchant de cette dose-seuil. 
Cette hypothèse n'a pas été confirmée par les autorités.
Santé Canada pour sa part informe les Canadiens et les professionnels de la santé canadiens que le ministère et Pfizer Canada sont convenus d'une limite acceptable de méthanesulfonate d'éthyle dans les comprimés Viracept. Santé Canada tient à assurer aux Canadiens que le produit Viracept, maintenant disponible sur le marché canadien, contient la limite acceptable de méthanesulfonate d'éthyle. En conséquence, les précautions relatives à son utilisation chez les femmes non gestantes, les hommes et les enfants infectés par le VIH ne sont plus valides.